# Bohumír Fiala
Bohumír Fiala (ur. 6 sierpnia 1915 w Białej, zm. 27 czerwca 1979 w Ostrawie) – czeski pisarz i lekarz.
Pisał przede wszystkim literaturę dla dzieci i opisy podróży.

## Z twórczości
- Mamuti táhnou do bažin (1978)
- Kníže čeká na zbraně (1975)
- Na obzoru Dubrovník (1967)